# 충청남도의 고등학교 목록
다음 목록은 충청남도에 있는 고등학교 목록이다.

## 가
갈산고등학교 ·  강경고등학교 ·  강경상업고등학교 ·  건양대학교 병설 건양고등학교 ·  계룡고등학교 ·  공동체비전고등학교 ·  공주고등학교 ·  공주금성여자고등학교 ·  공주마이스터고등학교 ·  공주생명과학고등학교 ·  공주여자고등학교 ·  공주영명고등학교 ·  공주정보고등학교 ·  국립공주대학교 사범대학 부설고등학교 ·  국방항공고등학교 ·  금산고등학교 ·  금산산업고등학교 ·  금산여자고등학교 ·  금산하이텍고등학교

## 나
논산고등학교 ·  논산대건고등학교 ·  논산여자고등학교 ·  논산여자상업고등학교

## 다
당진고등학교 ·  당진정보고등학교 ·  대산고등학교 ·  대천고등학교 ·  대천여자고등학교 ·  대천여자상업고등학교 ·  대흥고등학교 ·  덕산고등학교

## 마
만리포고등학교 ·  목천고등학교

## 바
배방고등학교 ·  병천고등학교 ·  복자여자고등학교 ·  부석고등학교 ·  부여고등학교 ·  부여여자고등학교 ·  부여전자고등학교 ·  부여정보고등학교 ·  북일고등학교 ·  북일여자고등학교

## 사
삽교고등학교 ·  서령고등학교 ·  서산고등학교 ·  서산공업고등학교 ·  서산여자고등학교 ·  서산중앙고등학교 ·  서야고등학교 ·  서일고등학교 ·  서천고등학교 ·  서천여자고등학교 ·  서천여자정보고등학교 ·  서해삼육고등학교 ·  설화고등학교 ·  성환고등학교 ·  송악고등학교 ·  신평고등학교 ·  쌘뽈여자고등학교

## 아
아산고등학교 ·  아산스마트팩토리마이스터고등학교 ·  아산충무고등학교 ·  안면고등학교 ·  연무고등학교 ·  연무마이스터고등학교 ·  예산고등학교 ·  예산여자고등학교 ·  예산예화여자고등학교 ·  온양고등학교 ·  온양여자고등학교 ·  온양용화고등학교 ·  온양한올고등학교 ·  용남고등학교 ·  웅천고등학교 ·  이순신고등학교

## 자
장항고등학교 ·  장항공업고등학교 ·  정산고등학교 ·  주산산업고등학교

## 차
천안고등학교 ·  천안공업고등학교 ·  천안두정고등학교 ·  천안불당고등학교 ·  천안상업고등학교 ·  천안신당고등학교 ·  천안쌍용고등학교 ·  천안업성고등학교 ·  천안여자고등학교 ·  천안여자상업고등학교 ·  천안오성고등학교 ·  천안월봉고등학교 ·  천안제일고등학교 ·  천안중앙고등학교 ·  천안청수고등학교 ·  청양고등학교 ·  충남과학고등학교 ·  충남드론항공고등학교 ·  충남디자인예술고등학교 ·  충남반도체마이스터고등학교 ·  충남삼성고등학교 ·  충남예술고등학교 ·  충남외국어고등학교 ·  충남인터넷고등학교 ·  충남체육고등학교 ·  충남해양과학고등학교 · 

## 타
태안고등학교 ·  태안여자고등학교

## 하
한국식품마이스터고등학교 ·  한일고등학교 ·  광천고등학교 ·  한국K-POP고등학교 ·  합덕고등학교 ·  합덕제철고등학교 ·  호서고등학교 ·  홍성고등학교 ·  홍성공업고등학교 ·  홍성여자고등학교 ·  홍주고등학교